# Jonas Ellerström

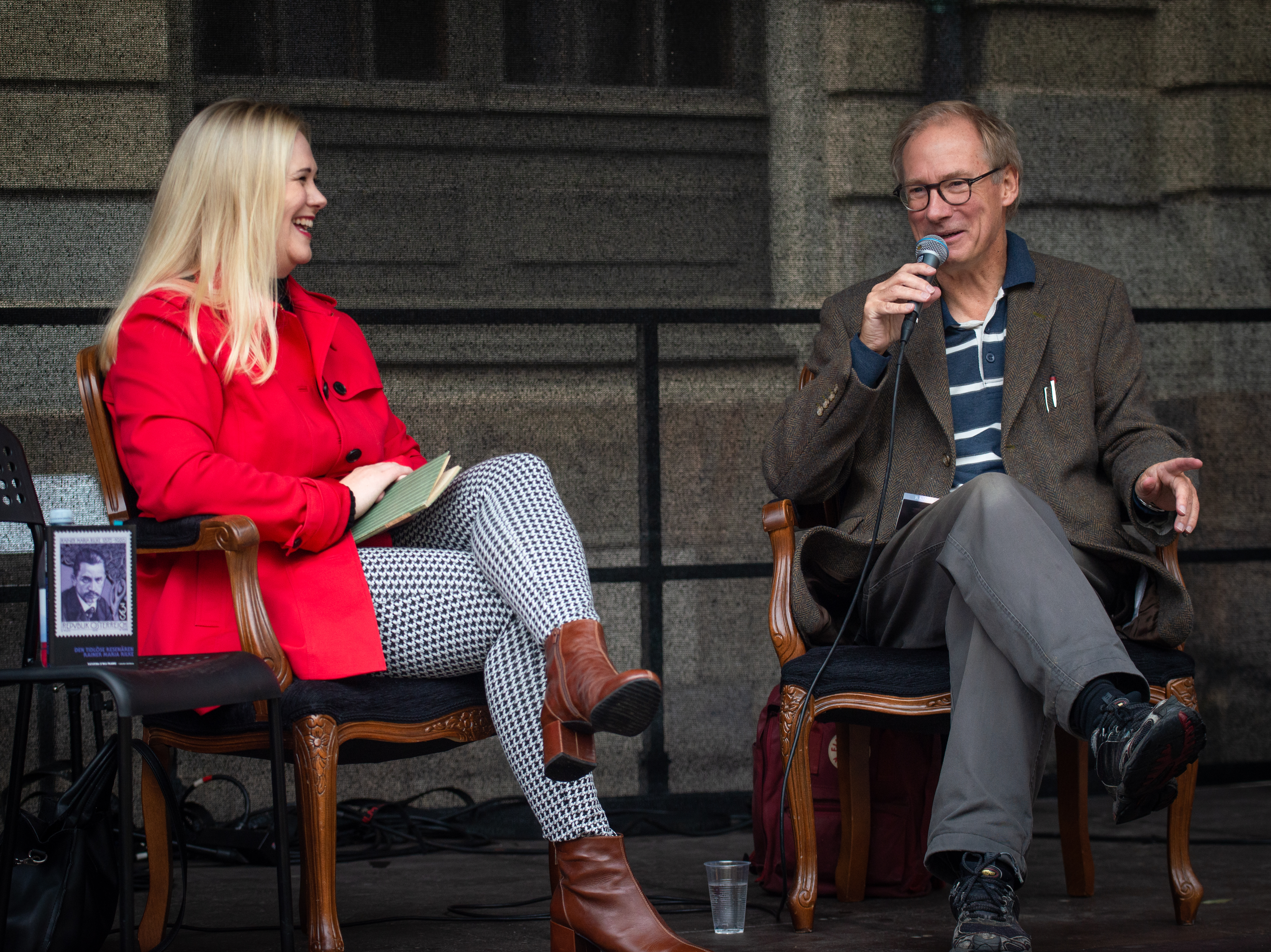
Katarina O'Nils Franke och Jonas Ellerström på Stortorget under Stockholms bokhelg 2021 i samtal om boken Den tidlöse resenären: Rainer Maria Rilke.

Klas Jonas Ellerström, född 23 juni 1958, är en svensk författare, översättare och bokförläggare.
Jonas Ellerström grundade 1983 Ellerströms förlag, som han fortfarande driver. Efter litteraturvetenskapliga studier vid Lunds universitet genomgick han Bibliotekshögskolan 1983–1984. Under åren 1989–1995 var han en drivande kraft bakom Poesidagarna i Malmö. 2017 utsågs han till ledamot av Samfundet De Nio på stol nummer 3.
Ellerström anlitas ofta som konferencier eller samtalsledare vid litterära sammankomster. Han har varit redaktör på Svenskt översättarlexikon och skrivit artiklar till lexikonet. Tillsammans med antikvariatsbokhandlaren Peter Bodén och formgivaren Johan Melbi driver han sedan 2010 Galleri Örhänget på Mosebacke i Stockholm.
Jonas Ellerström har varit gift första gången med religionsvetaren Catharina Raudvere och är gift andra gången med idé- och lärdomshistorikern Elisabeth Mansén.

## Priser och utmärkelser
- H. M. Konungens medalj i guld av 8:e storleken (Kon:sGM8, 2020) för betydande insatser inom förlagsvärlden[3]
- 2012 – Samfundet De Nios Särskilda pris
- 2006 – Karin Gierows pris